# The Crystals
The Crystals (znane również jako Crystals at CityCenter oraz Crystals Retail District) – luksusowe centrum handlu i rozrywki o powierzchni 46.000 m², złożone z butików, restauracji, klubów nocnych oraz galerii sztuki. Wchodzi w skład kompleksu CityCenter, a tym samym położone jest przy bulwarze Las Vegas Strip w Paradise, w stanie Nevada.

## Historia
Przestrzeń handlowa The Crystals zaprojektowana została przez studio Daniela Libeskinda, natomiast za architekturę wnętrz odpowiadała Rockwell Group.
22 października 2009 roku The Crystals stał się największym obiektem handlowym, który zdobył certyfikat LEED+ Gold Core & Shell, honorujący budynki dbające o środowisko.

## Butiki
W The Crystals swoje butiki posiadają:

- Assouline
- Balenciaga
- Bally
- Bottega Veneta
- Brunello Cucinelli
- Bulgari
- Cartier
- Christian Dior
- Donna Karan
- de Grisogono
- Ermenegildo Zegna
- Fendi
- Gucci
- Harry Winston
- Hermès
- HStern
- Ilori
- Kiki de Montparnasse
- Kiton
- Lanvin
- Louis Vuitton
- Marni
- Mikimoto
- Miu Miu
- Nanette Lepore
- Paul Smith
- Porsche Design Group
- Prada
- Pucci
- Roberto Cavalli
- Stella McCartney
- TAG Heuer
- Tiffany & Co.
- Tom Ford
- Tourbillion
- Van Cleef & Arpels
- Versace
- Yves Saint Laurent

## Restauracje
Do restauracji w The Crystals należą:

- Beso Steakhouse, restauracja należąca do Evy Longorii i Todda Englisha
- Eve the Nightclub, klub nocny należący do Evy Longorii
- Todd English P.U.B., angielski pub należący do Todda Englisha
- Mastro's Ocean Club, restauracja serwująca przede wszystkim owoce morza
- The Cup, kawiarnia należąca do World News Kaffee
- Wolfgang Puck Pizzeria & Cucina, restauracja włoska należąca do Wolfganga Pucka oraz Lee Heftera
- The Pods, kawiarnia i bar należąca do Wolfganga Pucka
- Social House, restauracja serwująca przede wszystkim kuchnię panazjatycką, należąca do Pure Management Group

## Galeria

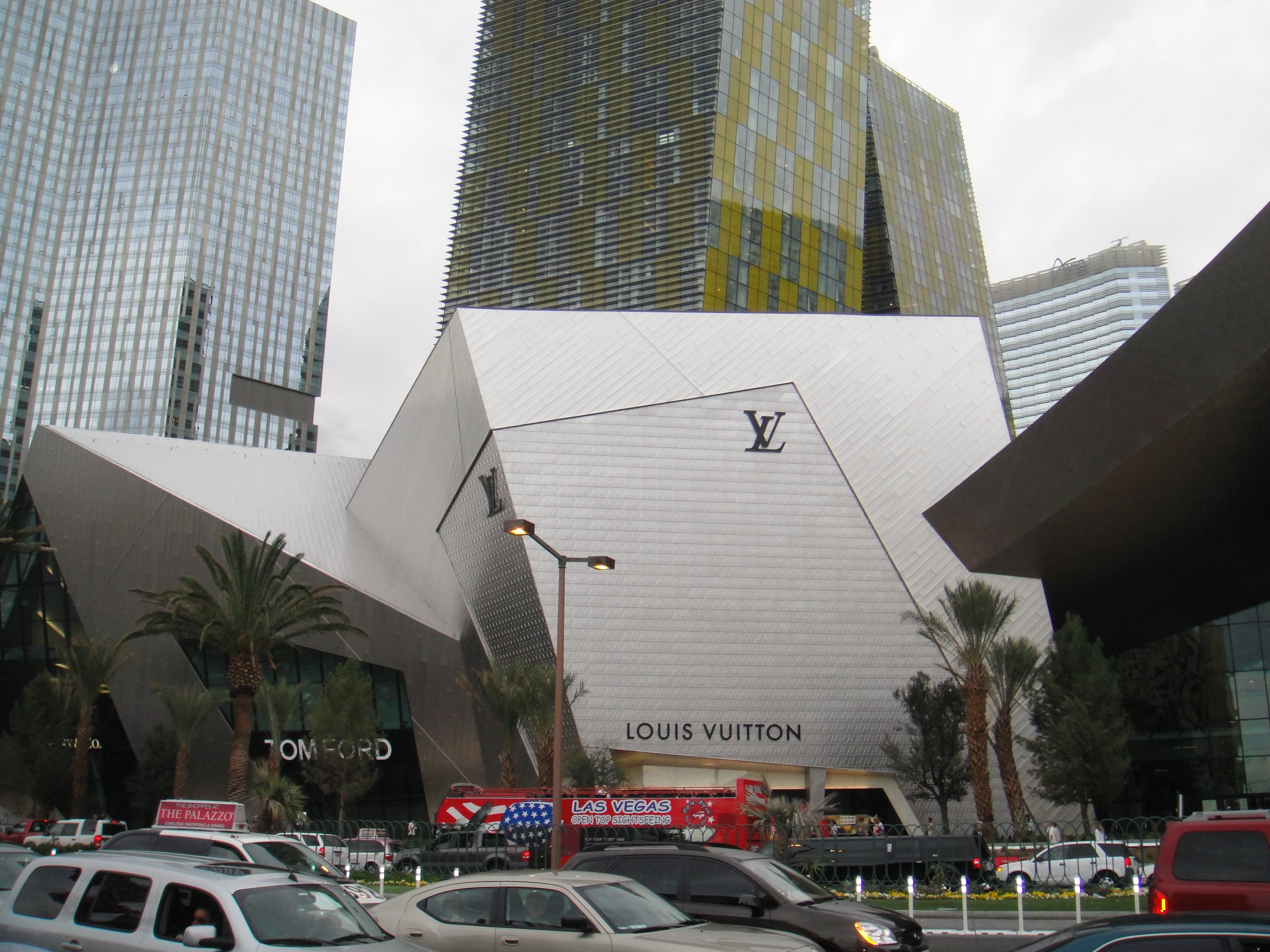
Widok na The Crystals z Las Vegas Strip
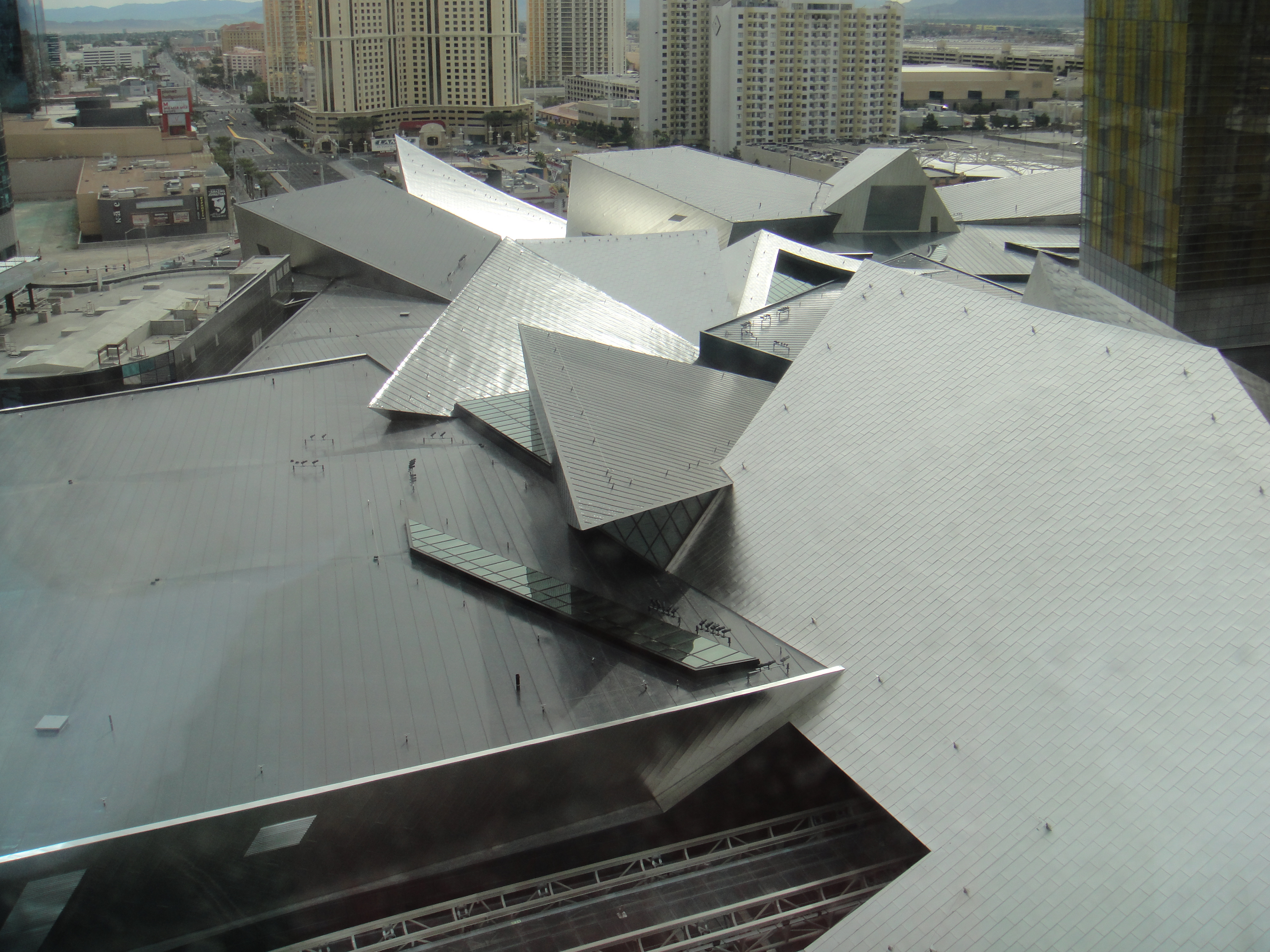
Widok na dach The Crystals
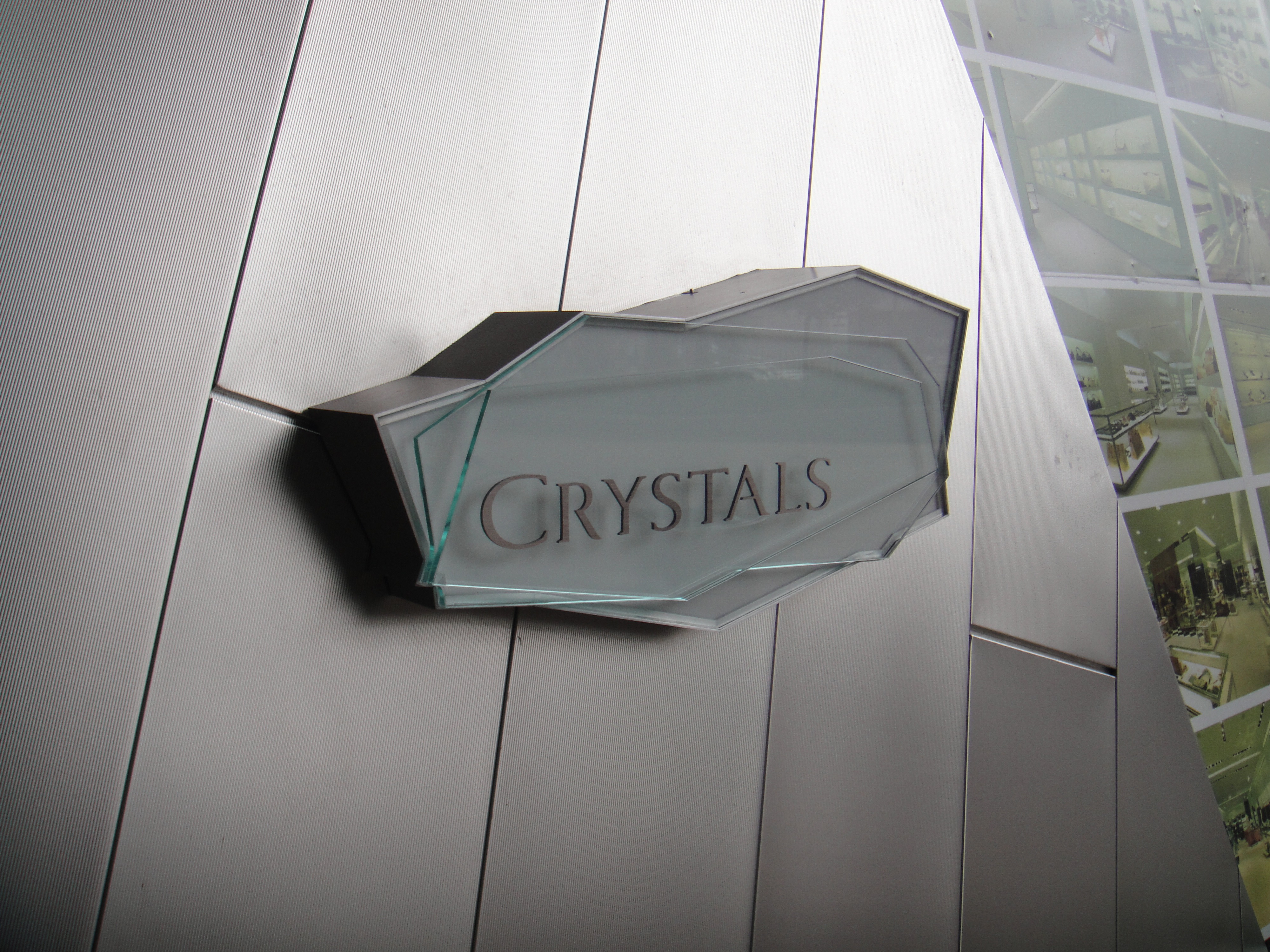
Znak przy wejściu do The Crystals
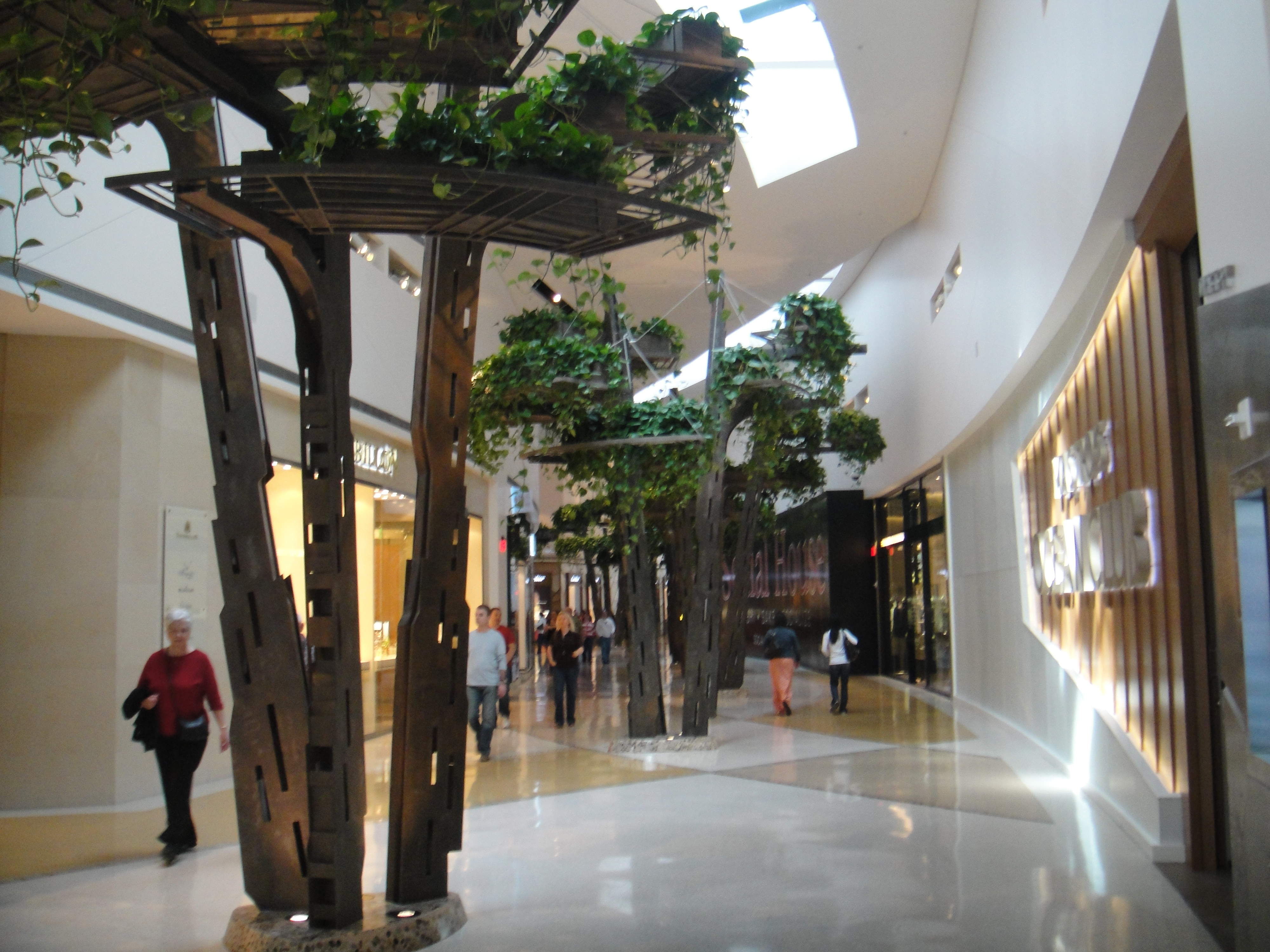
Jeden z korytarzy
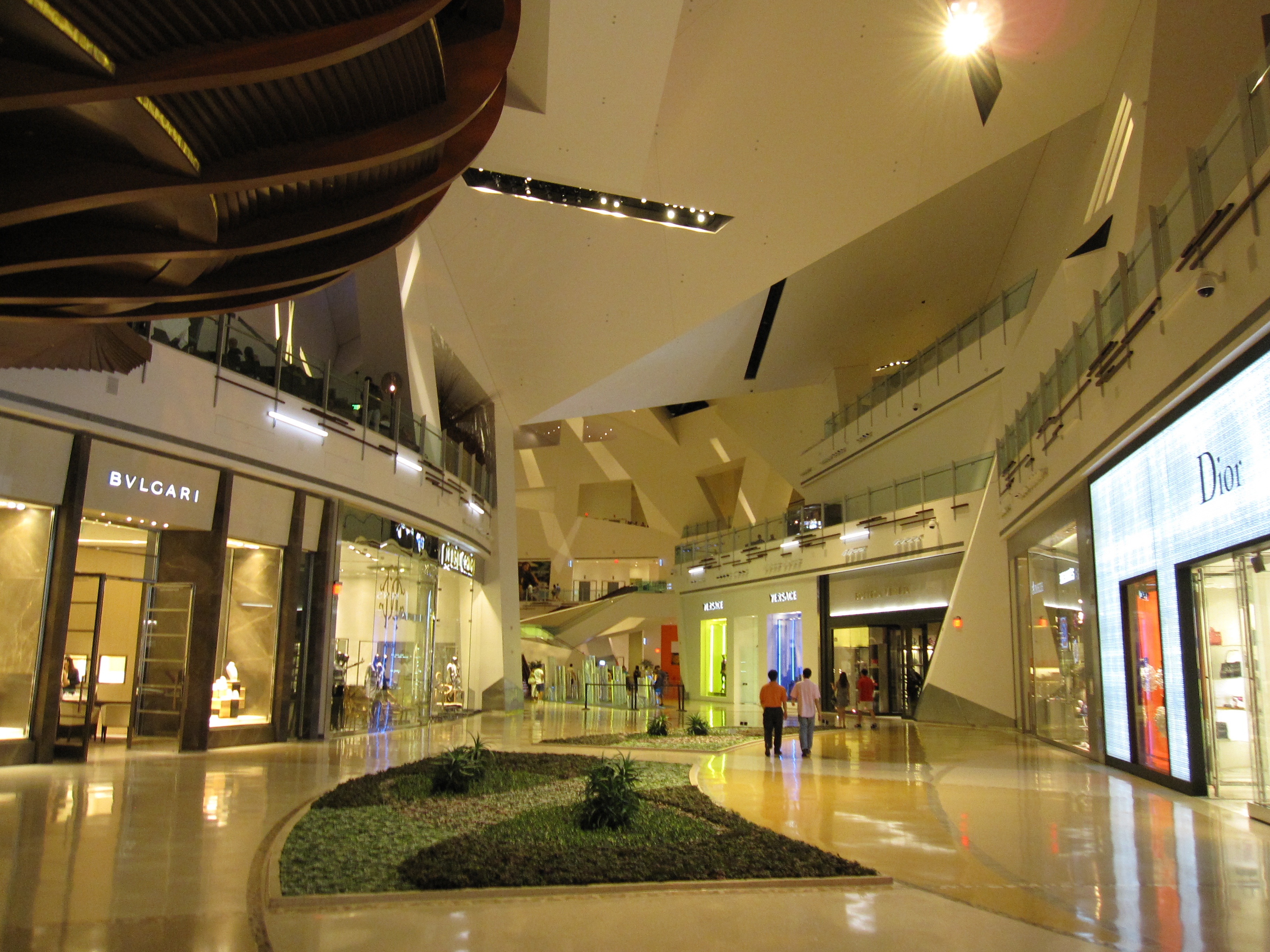
Jeden z korytarzy
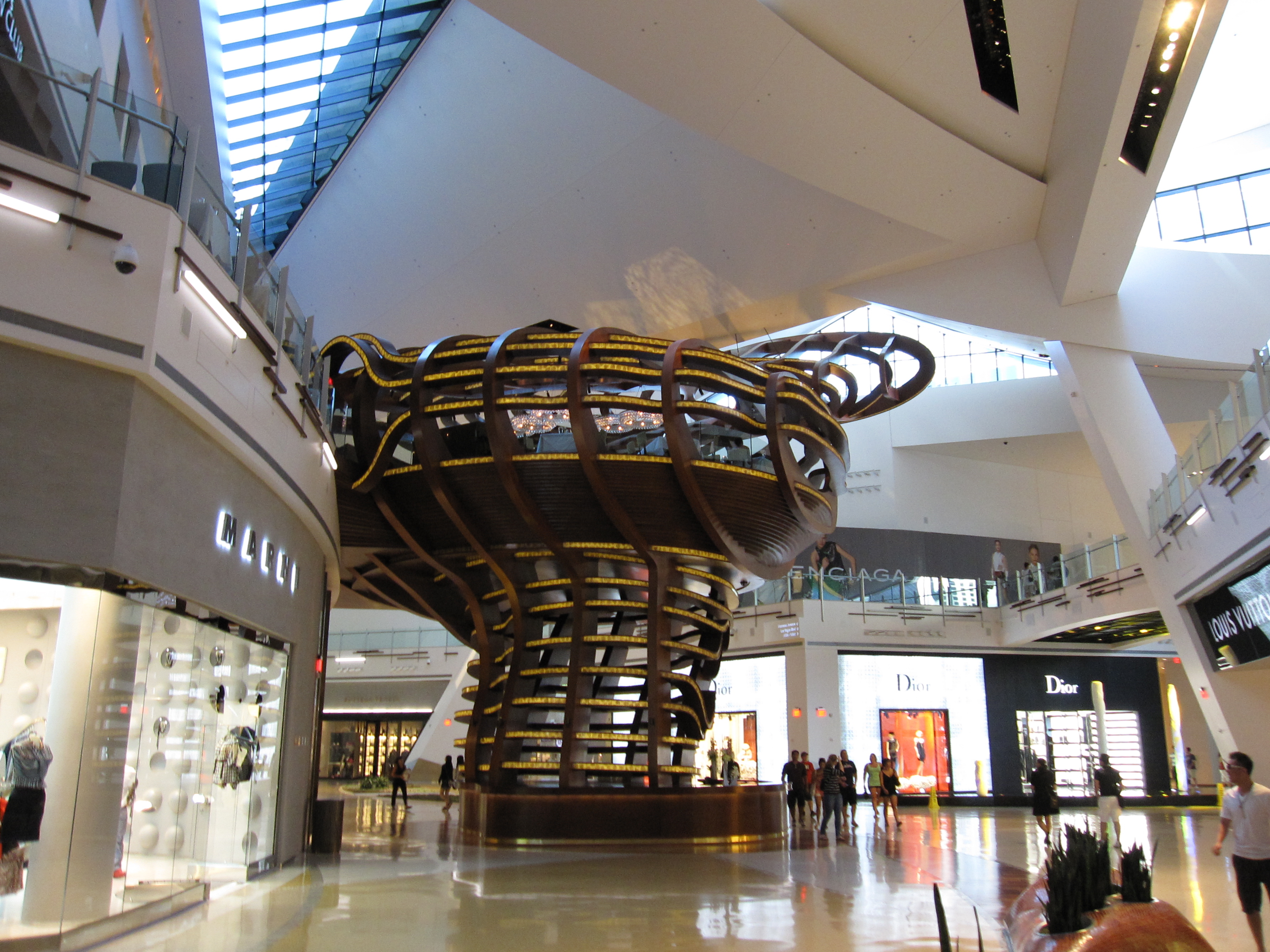
Jeden z korytarzy, a zarazem siedziba Mastro's Ocean Club
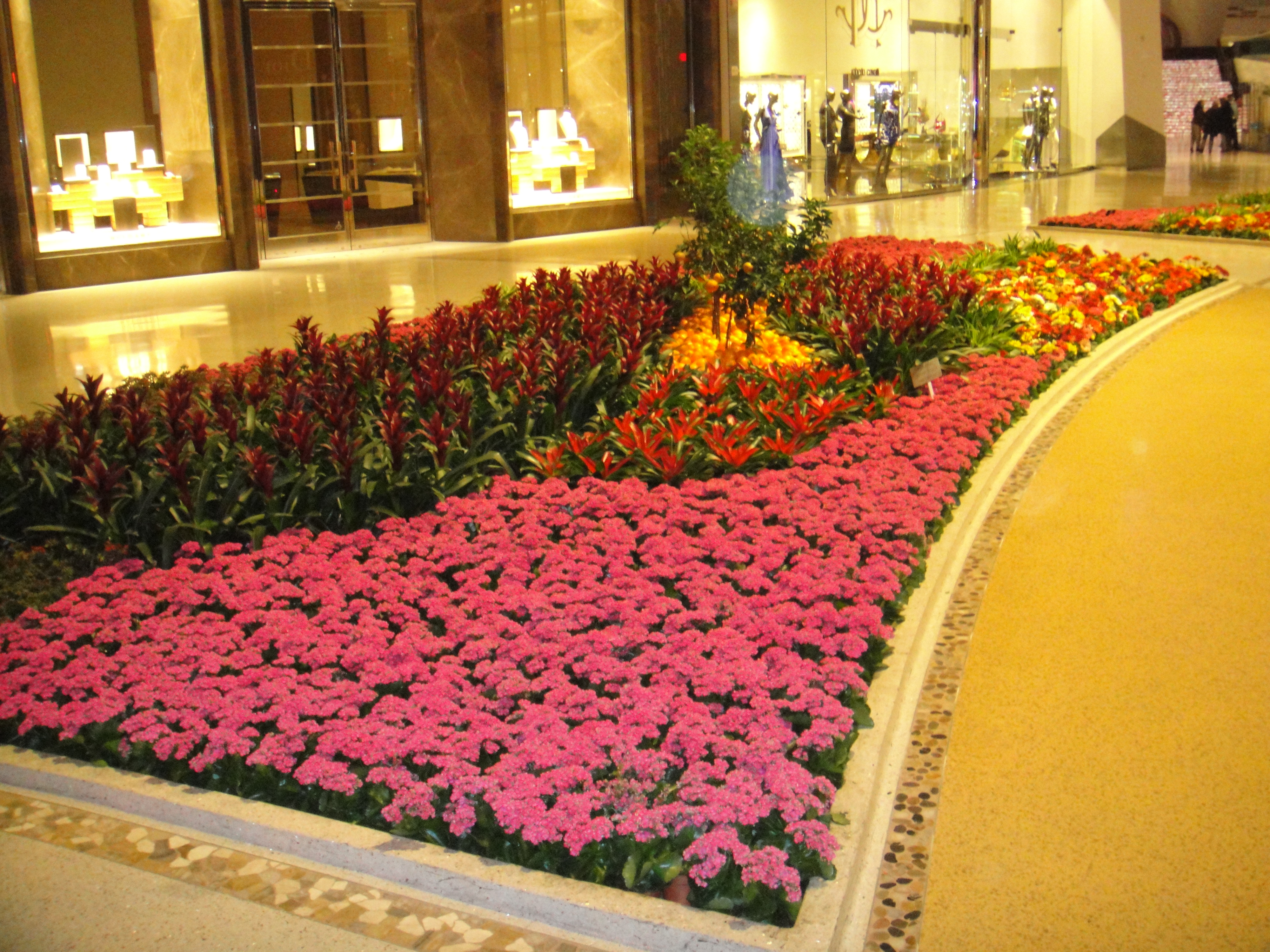
Aranżacje kwiatowe wewnątrz The Crystals
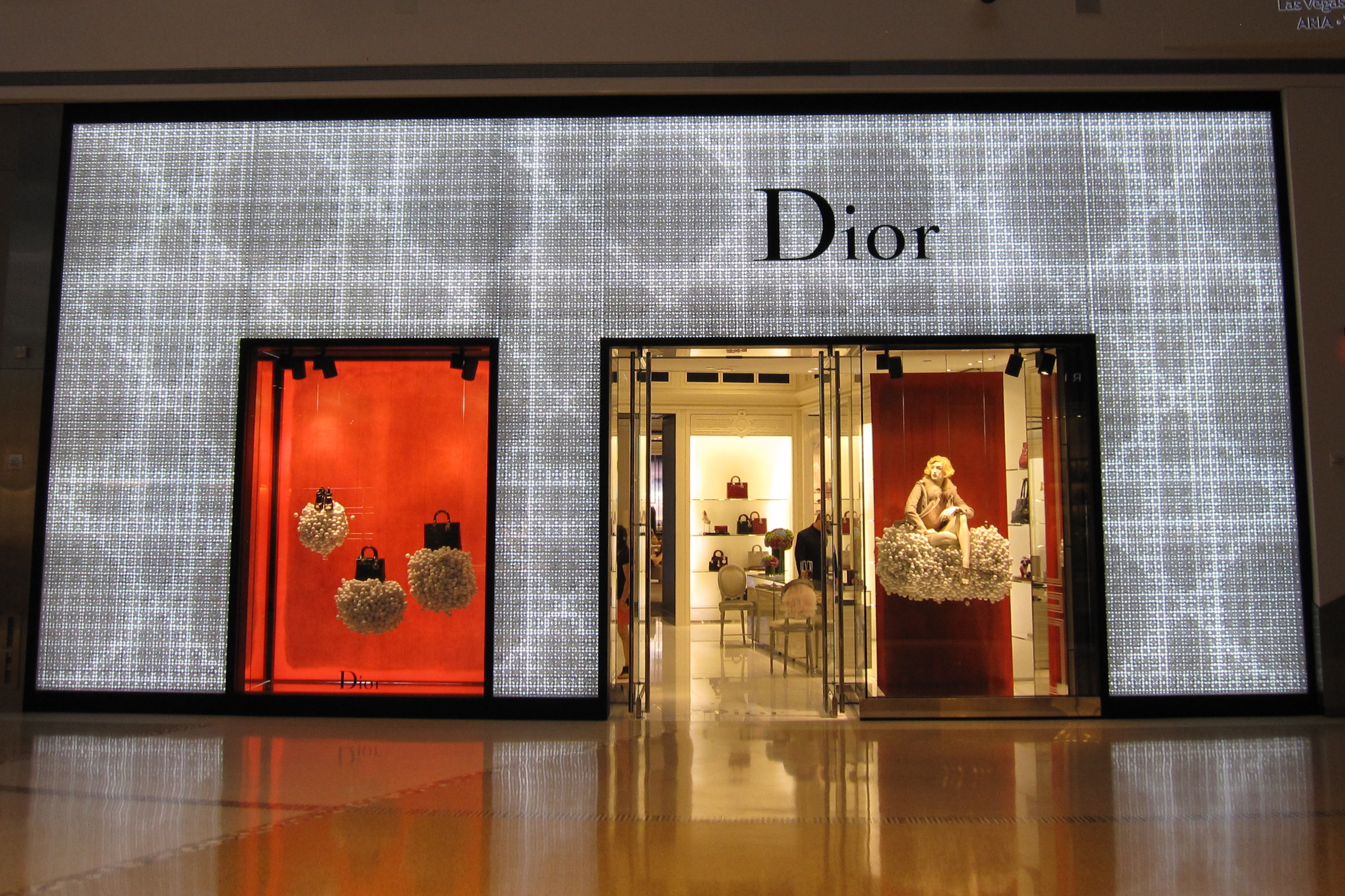
Butik domu mody Dior w The Crystals
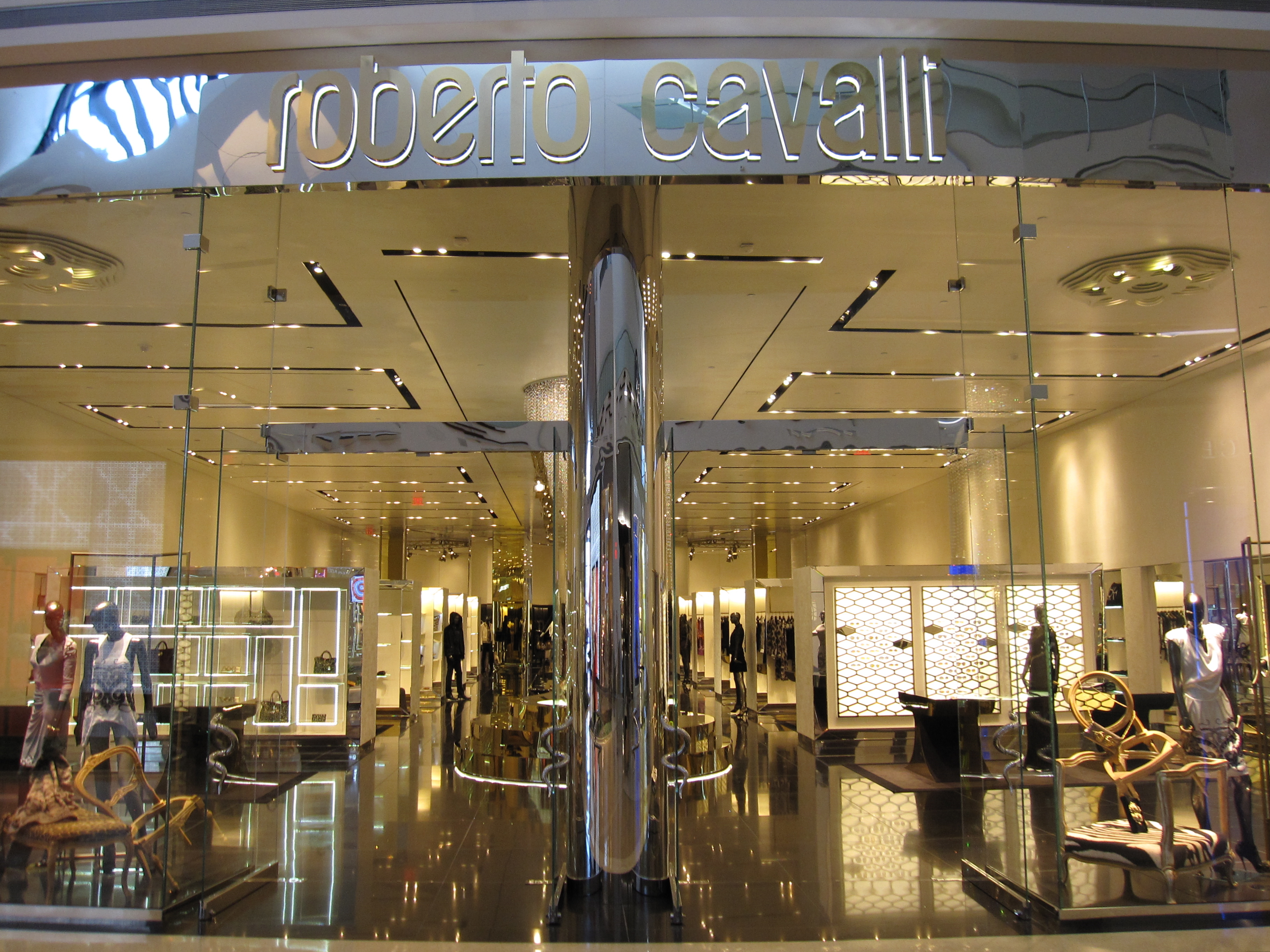
Butik Roberto Cavallego w The Crystals
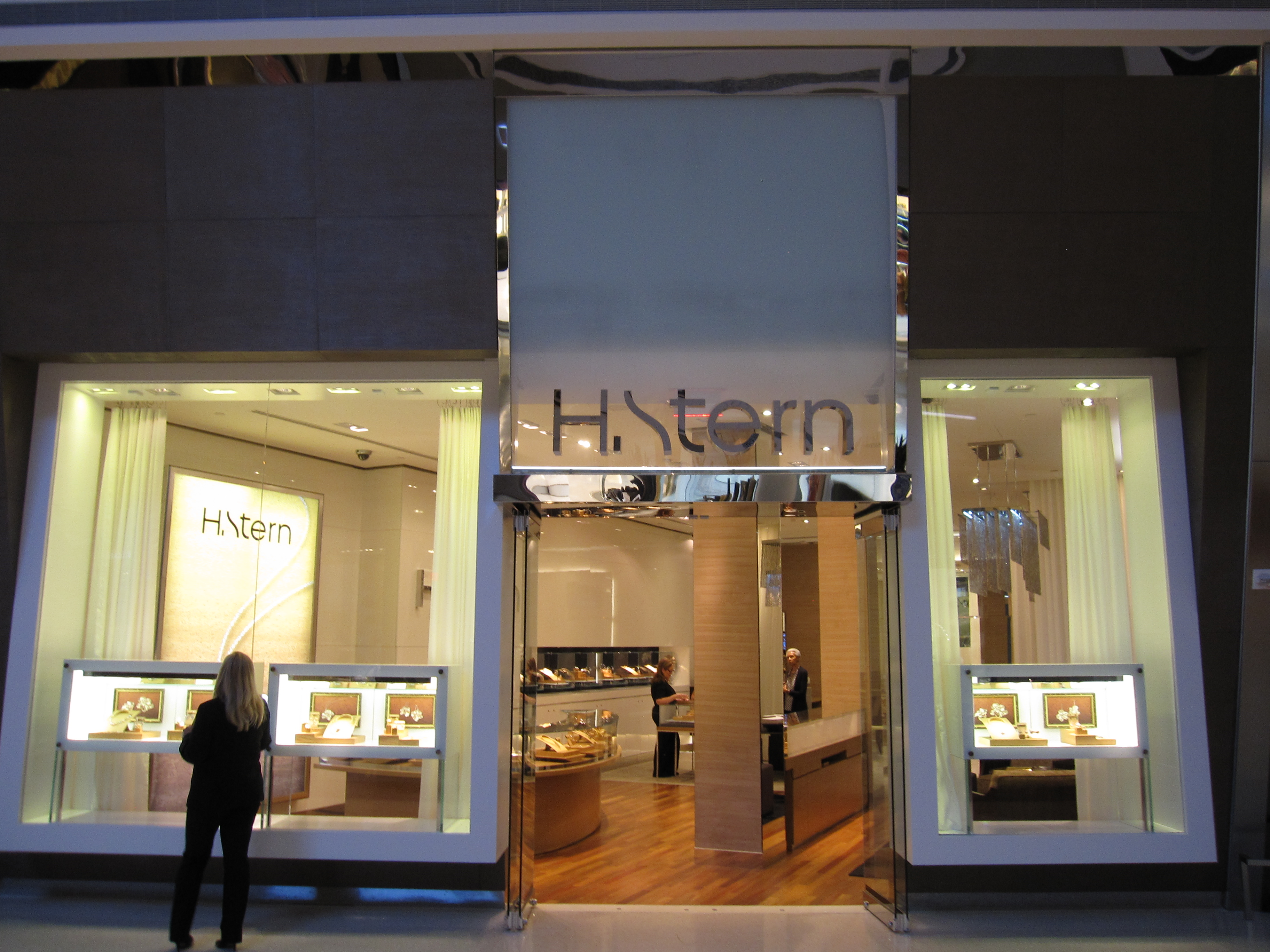
Butik HStern w The Crystals
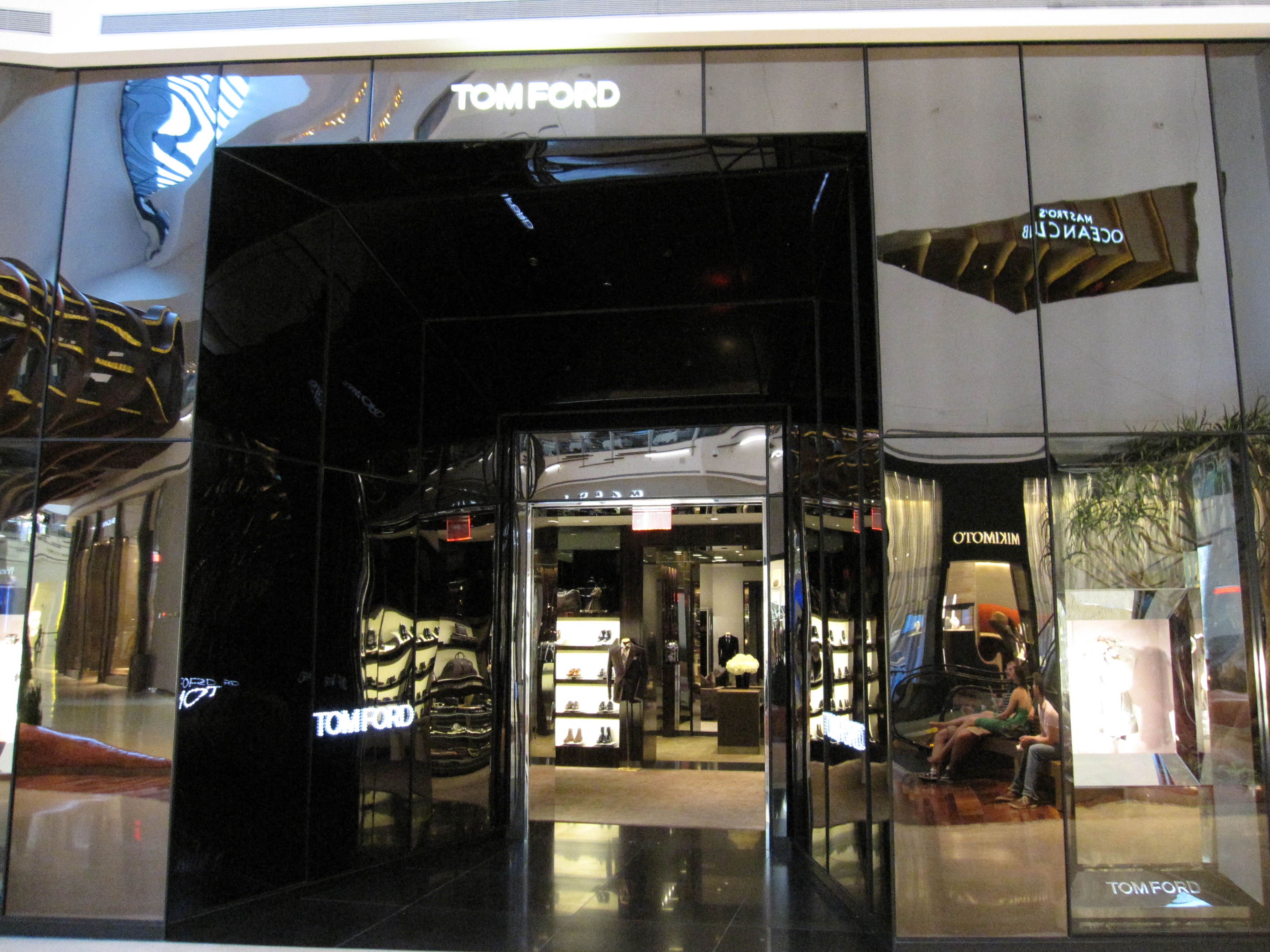
Butik Toma Forda w The Crystals